# Saint-Just-Ibarre
 Saint-Just-Ibarre  (en vasco Donaixti-Ibarre) es una población y comuna francesa, en la región de Aquitania, departamento de Pirineos Atlánticos, en el distrito de Bayona y cantón de País de Bidache, Amikuze y Ostibarre.

## Heráldica
Cuartelado: 1º, en campo de azur, un peregrino andante, vestido y encapuchado de plata, que se apoya con la mano siniestra en un bastón de sable, con una calabaza de plata, acostado en el cantón diestro del jefe de una panela de oro sumada de una crucecita del mismo metal, y en el cantón siniestro del jefe de una venera de oro; 2º, en campo de oro, una montaña de sinople, puesta sobre un río de plata; puesto en punta; 3º, en campo de oro, una haya desarraigada, de su color natural, frutada de oro, y 4º, en campo de azur, una oveja cornuda y andante, de su color natural, sumada de una paloma volante de plata.

## Demografía
| Gráfica de evolución demográfica de Saint-Just-Ibarre entre 1800 y 2012 |
|                                                                         |

El resultado del año 1800 es la suma final de todos los datos parciales obtenidos antes de la creación de la comuna (25 de junio de 1841).
Fuentes: Ldh/EHESS/Cassini e INSEE.